# (16391) 1981 EM40
A (16391) 1981 EM40 a Naprendszer kisbolygóövében található aszteroida. Schelte J. Bus fedezte fel 1981. március 2-án.